# Phaenocarpa psalliotae
Phaenocarpa psalliotae är en stekelart som beskrevs av Telenga 1935. Phaenocarpa psalliotae ingår i släktet Phaenocarpa och familjen bracksteklar. Inga underarter finns listade i Catalogue of Life.